# کوه بینایا
کوه بینایا (به لاتین: Mount Binaiya) یک کوه در اندونزی است که در ملوک واقع شده‌است. کوه بینایا ۳٬۰۲۷ متر بالاتر از سطح دریا واقع شده‌است.